# Fionán Lynch
Fionán Lynch (en irlandais : Fionán Ó Loingsigh; 17 mars 1889 - 3 juin 1966) est un révolutionnaire irlandais, avocat, homme politique et juge de la Cour de 1944 à 1959, Leas-Cheann Comhairle du Dáil Éireann de 1938 à 1939, ministre des Terres et de la Pêche de 1928 à 1932, ministre de la Pêche de 1922 à 1928, ministre sans portefeuille d'août 1922 à décembre 1922 et ministre de l'Éducation d'avril 1922 à août 1922. Il est Teachta Dála (TD) de 1918 à 1944.

## Jeunesse
Lynch est né le 17 mars 1889 à Cahersiveen, dans le comté de Kerry. Il est le septième des onze enfants de ses parents Finian Lynch et Ellie McCarthy, maître et maîtresse de la nouvelle école nationale du township de Kilmakerrin, près de Cahersiveen, dans le comté de Kerry.
Son père, Finian Lynch, est le fils cadet de Partalan Lynch, tailleur de pierre, agriculteur et professeur d'école de haie, qui a acheté un terrain du domaine O'Connell à Kenneigh dans le Kerry, entre Cahersiveen et Waterville du côté Ballinskelligs de la route et au nord de la rivière Inny. Son frère aîné est tailleur de pierre mais Finian suit une formation d'enseignant à Dublin. Sa mère, Ellie McCarthy, est la fille des professeurs de l'école nationale de Spunkane, près de Waterville.

## Éducation
Il grandit bilingue, parlant principalement irlandais à la maison, mais anglais à l'école. Il fait d'abord ses études à l'école de ses parents à Kilmakerrin, mais va ensuite au St Brendan's College de Killarney, puis, à l'âge de 14 ans vers septembre 1903, à la Holy Ghost Fathers School du Rockwell College, dans le comté de Tipperary. En 1907, il termine un an chez les Pères du Saint-Esprit au Blackrock College de Dublin. Il a prévu d'étudier la médecine, mais en 1907, alors qu'il a 18 ans, son père meurt et il n'a pas les moyens financiers pour poursuivre cette carrière.
Au lieu de cela, quand il a 18 ans, il part à Swansea au Pays de Galles et enseigne dans une école paroissiale, non pas en tant qu'enseignant qualifié, mais en tant que jeune homme bien instruit, avant de retourner en Irlande en 1909, où il commence une formation d'enseignant en Collège St Patrick, Dublin. Il obtient son diplôme d'enseignant en 1911 et occupe un poste d'enseignant à Dublin en avril 1912, à la St. Michan's School, Halston Street, près de North King Street, Dublin, par chance, dans le domaine de son activité politique en 1916.

## Hôtel Münster

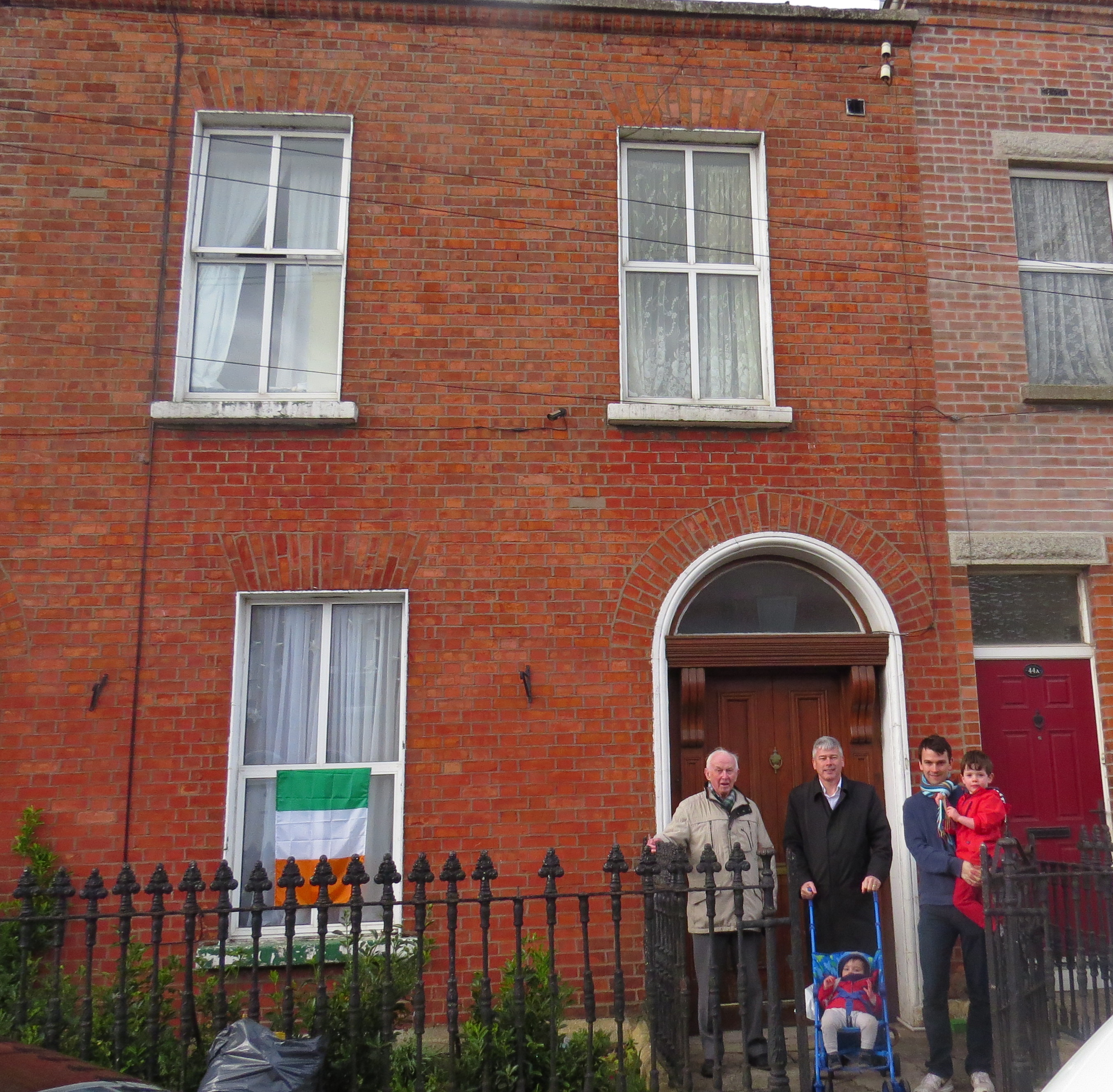
44, rue Mountjoy, à l'occasion des commémorations du centenaire de l'Insurrection de Pâques, lors de la visite de Dermot Lynch (un fils de Fionán Lynch) ; avec l'un des petits-fils de Fionán; un arrière-petit-fils et deux arrière-arrière-petits-fils

Pendant sa formation, il rencontre et devient un ami proche de Gearóid O'Sullivan, un camarade de Skibbereen, dans le comté de Cork. Ayant tous deux trouvé un emploi à Dublin, ils s'arrangent pour séjourner au Munster Hotel (également connu sous le nom de « Grianan na nGaedheal » ou « Aras na nGael »), 44 Mountjoy Street, Dublin, l'hôtel et les logements gérés par sa tante Miss Myra McCarthy.
Cette adresse devient plus tard bien connue parce que Michael Collins, un cousin germain de Gearóid O'Sullivan, y séjourne après sa libération du camp d'internement de Frongoch en décembre 1916, partageant une chambre avec Lynch et reste sa base jusqu'à 1922. Même après que Collins soit parti en fuite  il appelait toujours pour le petit-déjeuner et pour récupérer son linge. Selon Lynch, c'est probablement la maison la plus perquisitionnée de Dublin en 1920.

## Ligue gaélique
À Swansea, désireux de promouvoir la langue irlandaise écrite et parlée, Lynch forme une branche de la Ligue gaélique. Lorsqu'il retourne à Dublin en 1912, Lynch, Gearóid O'Sullivan et son ami Diarmuid O'Hegarty (en) rejoignent la branche Keating très active et influente de la Ligue gaélique, où l'influence de l'IRB est forte. Le président de la branche est Cathal Brugha et Piaras Béaslaí en est membre, avec Seán Mac Diarmada. Lynch, O'Sullivan et Ó Hegarty sont bientôt intégrés au comité de la branche et se lancent dans l'enseignement aux adultes et aux enfants.
Lynch poursuit ses études à l'Université royale d'Irlande et à l'University College de Dublin, où il obtient un baccalauréat en études celtiques en 1913 et un diplôme supérieur en éducation en 1914.

## Na hAisteoirí
Piaras Béaslaí fonde une société dramatique appelée Na hAisteoirí (Les Acteurs) et tous les trois s'y joignent. Ils jouent dans tout le pays lors d'événements sociaux tels que l'Oireachtas. Lynch traduit à cet effet « Le Maladie Imaginaire »  de Molière en langue irlandaise.
De 1914 à 1915, ils produisent des pièces en irlandais à intervalles réguliers à Dublin et, au cours de l'été 1914, ils font une tournée à Cork et à Kerry, produisant des pièces dans différentes villes chaque soir et terminant par deux ou trois nuits à l'Oireachtas de Killarney. En juillet 1914, ils produisent des pièces irlandaises à l'Oireachtas à Drogheda et Seán Mac Diarmada insiste pour qu'ils continuent malgré la déclaration de guerre.

## Les volontaires irlandais et la Fraternité républicaine irlandaise
Le 25 novembre 1913, Lynch, avec Gearóid O'Sullivan et Diarmuid O'Hegarty, assistent à la réunion à la Rotunda Rink pour la fondation des Volontaires irlandais et ils se joignent à cette première nuit. Les forages commencent quelques semaines plus tard, au Foresters Hall sur Parnell Square (Russell Square à l'époque) et des instructeurs sont choisis, Lynch étant choisi pour former une équipe. À l'été 1914, il y a la première élection d'officiers volontaires et Lynch est élu sous-lieutenant de la Compagnie F, qui serait placé dans le 1er Bataillon.
Avec la formation du bataillon, le capitaine de la Compagnie F, Piaras Béaslaí, est promu commandant en second du bataillon et, comme Sean (Jack) Shouldice qui est premier lieutenant ne pouvait pas accepter le poste de capitaine, Lynch est promu capitaine de Compagnie F. Son ami de la Ligue gaélique Diarmuid Ó Hegarty est nommé sous-lieutenant.
Peu de temps après, son ami proche Seán Mac Diarmada lui demande, avec Con Collins, de rejoindre la Fraternité républicaine irlandaise. Le Conseil suprême de l'IRB tente de garantir que les officiers volontaires soient membres de la confrérie et le fait qu'il est déjà ami avec Seán MacDiarmada le rend acceptable. Il prête ensuite serment vers le printemps 1915. Il est affecté au Cercle de Gardiner Street, avec Diarmuid Ó Hegarty et Gearoid O'Sullivan membres du même cercle.
À partir de la fin de 1914, Lynch et les autres membres des Volontaires irlandais sont surveillés par la police métropolitaine de Dublin. À l'époque, Lynch est professeur adjoint à l'école St. Michan et, au début de 1916, les commissaires de l'éducation nationale informent l'école que ses activités ne sont pas compatibles avec ses fonctions d'enseignant. Le maître d'école de Lynch lui dit que son salaire lui serait retiré s'il poursuivait son implication, ce à quoi Lynch répond qu'il consulterait ses supérieurs à ce sujet. Il le fait et Tom McDonagh lui ordonne de faire profil bas et de rompre officiellement ses liens avec les Volontaires. Cependant, pendant ce temps, il organise un centre d'entraînement du dimanche matin au siège de la Ligue gaélique, 25 Parnell Square, pour les membres dont les positions ne permettent pas d'être ouvertement associés aux Volontaires.
Il continue cependant d'assister aux réunions du conseil de bataillon, où on lui indique quelle zone sera occupée par sa compagnie lors du prochain soulèvement.

## Insurrection de Pâques 1916
Lynch combat lors de l'Insurrection de Pâques à Dublin en 1916 dans la garnison des Quatre Cours avec le commandant Edward Daly à North King Street.
Le Jeudi Saint, il se rend de nouveau au défilé de formation et reprend officiellement le commandement de la Compagnie F. Il est accueilli avec des acclamations et de l'enthousiasme après avoir dit à ses hommes qu'il reviendrait pour les diriger lorsqu'il y aurait « quelque chose à faire ». Le dimanche de Pâques, Lynch et Gearoid O'Sullivan sont à la messe matinale et obtiennent le Sunday Independent avec l'ordre de révocation et apportent la nouvelle à Seán McDermott. Les dirigeants sont alertés, Lynch récupère Patrick Pearce à son domicile de Saint Enda et une série de réunions ont lieu tout au long de la journée jusqu'à tard dans la soirée au Liberty Hall.
La décision de lancer l'insurrection de Pâques ayant été prise, le premier bataillon est mobilisé à Blackhall Place le matin du lundi de Pâques sous le commandement du commandant Ned Daly. Lynch est stationné dans North King Street, à côté des Quatre Cours, après avoir reconnu la zone le Vendredi Saint, ils peuvent rapidement occuper les maisons de leur choix, créer des barricades et organiser l'approvisionnement en nourriture conformément à leurs plans initiaux. La Compagnie F occupe la zone allant de la North King street le long de la Church street jusqu'à May Lane où elle est rattachée à la Compagnie C qui occupe les Quatre Cours.
Il y a peu de combats dans la zone jusqu'au mercredi 26 avril, date à partir de laquelle les combats sont intenses, notamment le long de North King Street, jusqu'à l'ordre de reddition le samedi. Son dernier engagement a lieu samedi après-midi à la barricade du côté May Lane de l'église franciscaine, au cours duquel Seán Hurley est mortellement blessé.
Après la reddition, Lynch est envoyé à la prison de Kilmainham, où, le 4 mai 1916, le capitaine Lynch est jugé par la cour martiale générale de campagne, condamné à mort mais sa peine est immédiatement commuée en 10 ans de travaux forcés. Il est transféré à la prison de Mountjoy, puis passe une période à la prison de Portland, sur l'île de Portland, au large de la côte du Dorset, après quoi il est transféré à la prison de Lewis. Il est libéré en juin 1917 avec les autres prisonniers irlandais dans le cadre de l'amnistie générale.

## 1917-1918
A sa libération en juin 1917, sa réintégration comme professeur est refusé. Il devient organisateur du Volunteer Executive, travaillant dans le sud du Kerry, Armagh et Offaly, militairement et politiquement pour le Sinn Féin. Il continue à militer pour que l'Irlande devienne une république et est rapidement enrôlé à East Clare pour la campagne électorale lors de l'élection partielle d'East Clare de juillet 1917 où Éamon de Valera, pour le Sinn Féin, bat le candidat du Parti parlementaire irlandais.
Il assiste à la première commémoration de Roger Casement à Banna Strand, dans le comté de Kerry, le 11 août 1917, où il prononce un discours avec Thomas Ashe (en) et Austin Stack devant une foule de 12 000 personnes.
Lynch est arrêté le 13 août 1917 avec Thomas Ashe et Austin Stack sous l'accusation d'avoir prononcé des discours séditieux et de porter l'uniforme des volontaires. Ils sont chacun condamnés à deux ans de prison et se retrouvent à la prison de Mountjoy, traités comme des criminels de droit commun. Avec quelques autres républicains, ils entament une grève de la faim. Malheureusement, cela a une issue tragique lorsque, en septembre 1917, Thomas Ashe meurt après que de la nourriture ait été introduite dans ses poumons lors d'un gavage forcé.
Les prisonniers sont libérés en novembre 1917, mais Lynch est de nouveau arrêté le 18 mai 1918, avec la plupart de ceux qui avaient été libérés sous caution, cette fois la raison invoquée est un « complot allemand ».

## Premier Dáil et guerre d'indépendance (1918-1921)
En décembre 1918, Lynch se présente comme candidat aux élections générales au Royaume-Uni, étant élu sans opposition comme député abstentionniste du Sinn Féin pour Kerry Sud, devenant ainsi membre du 1er Dáil. Apparemment, sa candidature a été une surprise car, étant emprisonné, Lynch n'est pas disponible pour signer son accord à sa nomination, ce qui a été fait pour lui par Michael Collins, sans prendre la peine d'en informer son ami. Le Sinn Féin remporte une majorité écrasante en Irlande lors des élections de Westminster de 1918, mais n'occupe pas ses sièges à Westminster en signe de protestation. Le parlement se réunit à Dublin en janvier 1919, mais Lynch, ainsi que de nombreux autres membres, n'a pas pu y assister car il est emprisonné à ce moment-là.
En avril 1919, Lynch est transféré à la prison de Strangeways, à Manchester, en tant que prisonnier politique. Il est libéré de la prison de Manchester « pour le temps purgé », à nouveau alors qu'il est en grève de la faim, le 19 août 1919, et est accueilli à sa libération par Paddy O'Donoghue, qui lui transmet les ordres de Michael Collins. Lynch souligne les zones de la prison qui sont faiblement gardées à l'intérieur, notamment en comptant le nombre de briques dans les murs pour estimer la hauteur des échelles de corde. Cela conduit à l'évasion réussie des prisonniers politiques restants huit semaines plus tard, dont Austin Stack et le père de Stack.
En tant que député de Kerry South, il passe beaucoup de temps dans le comté à participer à des activités parlementaires et paramilitaires. De nombreuses réunions ont lieu à Tralee, dans les locaux de Thomas Slattery, républicain actif dans sa ville natale et qui figure en bonne place dans le mouvement.
En novembre 1919, Lynch épouse Bridget Slattery, fille de Tom Slattery, après s'être rencontrés lors d'une réunion républicaine organisée par Tom Slattery en août 1917. Après le mariage, célébré par son frère, le père John Lynch, lui et Bridget obtiennent un appartement au 98 Pembroke Road, Dublin, en quittant le 44 Mountjoy Street.
Après septembre 1919, le Dáil est déclaré illégal, à la suite de quoi il se réunit rarement, mais son cabinet tient des réunions dans différents endroits de la ville de Dublin, supervisant la guérilla menée à cette époque contre les Britanniques. Lui et Bridget organisent certaines de ces réunions du cabinet dans leur appartement de Pembroke Road. Il est nommé à l'état-major du GHQ de l'IRA en tant que directeur adjoint de l'organisation sous Diarmaid Ó Heigeartaigh au début des années 1920.
À cette époque, Lynch crée une entreprise d'assurance et travaille à temps partiel comme organisateur jusqu'à sa nouvelle arrestation le 8 janvier 1921. Il est interné au camp d'internement de Ballykinlar dans le comté de Down, où il se trouve lorsque son beau-père meurt, et est libéré avec les autres députés le 12 août 1921 pour assister à une réunion du Dáil à Dublin le 16 août 1921. Son entreprise fait faillite à la suite de son internement.

## Deuxième Dáil et traité anglo-irlandais
Lynch est réélu membre abstentionniste de la Chambre des communes d'Irlande du Sud et membre du 2e Dáil en tant que député du Sinn Féin pour Kerry-Limerick West aux élections de 1921.

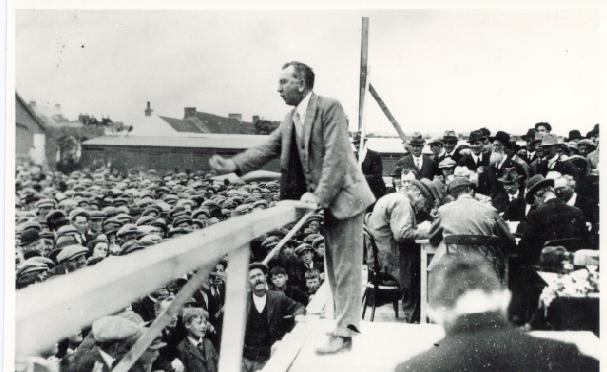
Lynch lors d'un rassemblement électoral dans les années 1920

En octobre 1921, il est membre de la délégation qui se rend à Londres pour négocier le traité anglo-irlandais avec le Royaume-Uni, en tant que co-secrétaire,.
Il soutient le traité anglo-irlandais comme presque tous les membres de l'IRB et, lors des débats du Dáil, critique certains députés anti-traité. Lynch pense que le traité est la solution pratique, le défendant lors des débats du Dáil.
Aux termes du traité, un gouvernement provisoire est créé en janvier 1922, chargé de superviser la mise en œuvre du traité et devant être dissous le 5 décembre 1922, un an après la signature du traité.
Dans ce gouvernement d'avril 1922 à août 1922 il est ministre de l'Éducation. Cela chevauche le cabinet du troisième Dáil et Lynch parvient à un accord pragmatique avec Michael Hayes, l'autre ministre de l'Éducation de l'époque, selon lequel les rôles sont répartis entre eux, Lynch assumant la responsabilité de l'enseignement primaire. Lynch a pour tâche de dissoudre le conseil scolaire qui l'a licencié de son poste d'enseignant après l'Insurrection de Pâques.

## Guerre civile irlandaise (1922-1923) et Troisième Dáil
Aux termes du traité anglo-irlandais, le traité devait être ratifié par un vote populaire et le deuxième Dáil décide que les élections générales du 16 juin 1922, organisées sur le traité, constitueraient cette ratification. En avril, les affrontements se multiplient entre les troupes gouvernementales et les irréguliers et, fin avril, Lynch assiste à des rassemblements publics avec Michael Collins à Killarney et Tralee pour plaider en faveur du traité, malgré un harcèlement important de la part des militants anti-traité.
Le Sinn Féin sait que les élections de juin diviseraient le parti et dans un effort pour conserver l'unité, un pacte est rédigé en mai 1922 en vertu duquel il est convenu que les députés pro et anti-traité formeraient un gouvernement de coalition. Le résultat des élections de juin 1922 est fortement en faveur de l'acceptation du Traité, tant en termes de nombre de députés pro-Traité élus que de votes exprimés.
Cependant, des désaccords persistent au sujet du traité anglo-irlandais, combinés à de nombreux actes d'agression contre les partisans du traité ainsi que contre les forces nationales, conduisant finalement à la guerre civile, le bombardement des Quatre Cours le 28 juin 1922 étant un moment décisif.
Pendant la guerre civile, il combat dans l'armée nationale irlandaise et accède au grade de général de brigade. Il s'enrôle dans l'Armée nationale à la caserne de Portobello le 12 juillet 1922, comme officier d'état-major. Au milieu de l'été, les grandes villes sont sous le contrôle du gouvernement et les Irréguliers sont concentrés dans les zones rurales de la province de Munster, en particulier dans les comtés de Tipperary, Cork et Kerry.

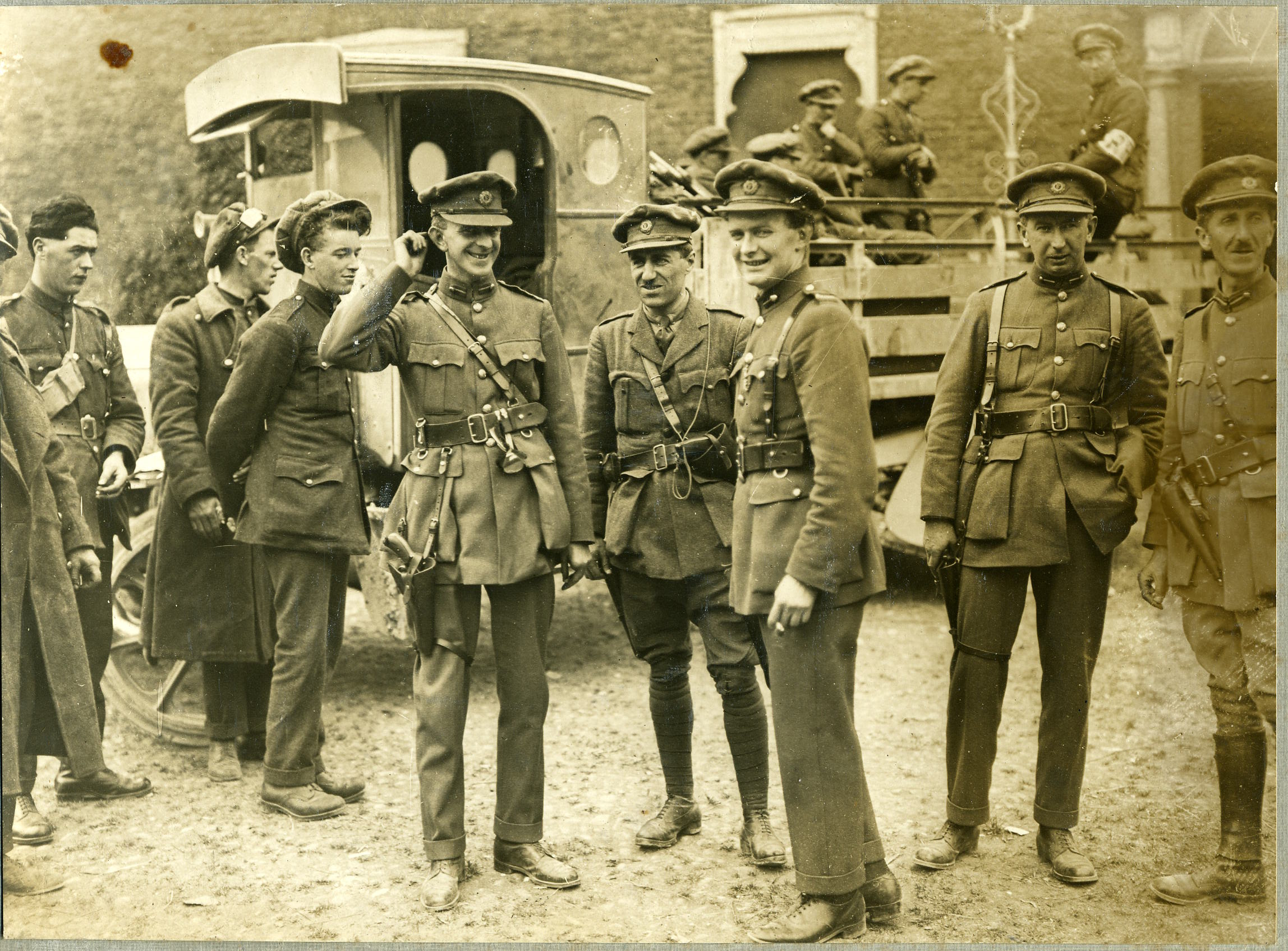
Lynch (deuxième à droite) pendant la guerre civile irlandaise

En juillet 1922, avec la subdivision des districts militaires d'origine, Lynch est nommé par Collins vice-commandant de la division sud-ouest avec le grade de commandant général, commandant une unité de soldats de Dublin dans le comté de Kerry. Il sert à ce poste sous les ordres du général Eoin O'Duffy, officier général commandant la division, jusqu'au 13 décembre 1922. Il entreprend des voyages dans sa circonscription du Kerry et dans le reste du comté, mais la population du comté est fortement opposée au traité et le danger est considérable. Au cours d'une embuscade, il est frappé sur un étui à cigarettes en métal, ce qui lui sauve la vie.
En août 1922, il voyage en voiture avec Michael Collins jusqu'à Limerick, où Lynch se dirige vers sa circonscription de Kerry et Collins pour Cork, mais le 22 août 1922, Collins est pris dans une embuscade et assassiné. Le vendredi 25 août 1922, Lynch, à la tête d'une importante force de gardes de Dublin, part pour Kenmare pour soulager et renforcer la garnison établie plus tôt dans le mois par Tom O'Connor-Scarteen. Kenmare ne pouvait être approvisionné que par voie maritime et une liaison terrestre est nécessaire. Alors que la colonne de Lynch avance le long de la route Killarney- Kilgarvan, elle est la cible des tirs des forces anti-traités à Filadown, près de Glenflesk. À la tombée de la nuit et après de nombreux blessés, la colonne de l'État libre se retire et retourne dans la région le lendemain.
Il est élu au 3e Dáil aux élections générales de 1922 en tant que député pro-traité du Sinn Féin et le 9 septembre 1922, Lynch est nommé ministre sans portefeuille dans le gouvernement du Troisième Dáil, n'étant pas disponible pour un service immédiat au sein du gouvernement. car il est en service actif.
Le 5 décembre, une législation adoptée par le parlement de Westminster approuve à la fois la Constitution de l’État libre et le traité anglo-irlandais d’un an auparavant, satisfaisant ainsi l’insistance britannique selon laquelle l’État libre devait être fondé sur le constitutionnalisme et la législation plutôt que sur la violence. Le 14 décembre 1922, avec la dissolution du gouvernement provisoire, Lynch devient ministre des Pêches du gouvernement de l'État libre de William T. Cosgrave.
Le 6 décembre 1922, jour de la création de l'État libre d'Irlande, deux membres de sa législature sont attaqués par les Irréguliers, dont l'un, Seán Hales, est tué, dans le cadre d'une politique de représailles contre les exécutions par les tribunaux militaires qui avaient commencé quelques semaines plus tôt. Bien que la guerre civile ait pris fin en 1923, Lynch reçoit une garde armée jusqu'en 1932, en raison de la menace persistante d'assassinat.

## Fin de carrière
La loi sur les pensions du service militaire de 1924 contribue à la réconciliation après la guerre civile et, d'octobre 1924 à octobre 1928, Lynch est membre du conseil d'évaluation pour l'attribution des pensions du service militaire, aux côtés d'Eamonn Duggan et Gearóid O'Sullivan comme secrétaire.
Lynch est réélu à chaque élection générale ultérieure sous l'étiquette Cumann na nGaedheal et plus tard député Fine Gael pour les circonscriptions de Kerry de 1923 à 1937 et de Kerry Sud de 1937 à 1944. Lynch est ministre de l'Éducation d'avril à août 1922, ministre de la Pêche de 1922 à 1928 et ministre des Terres et de la Pêche de 1928 à 1932.

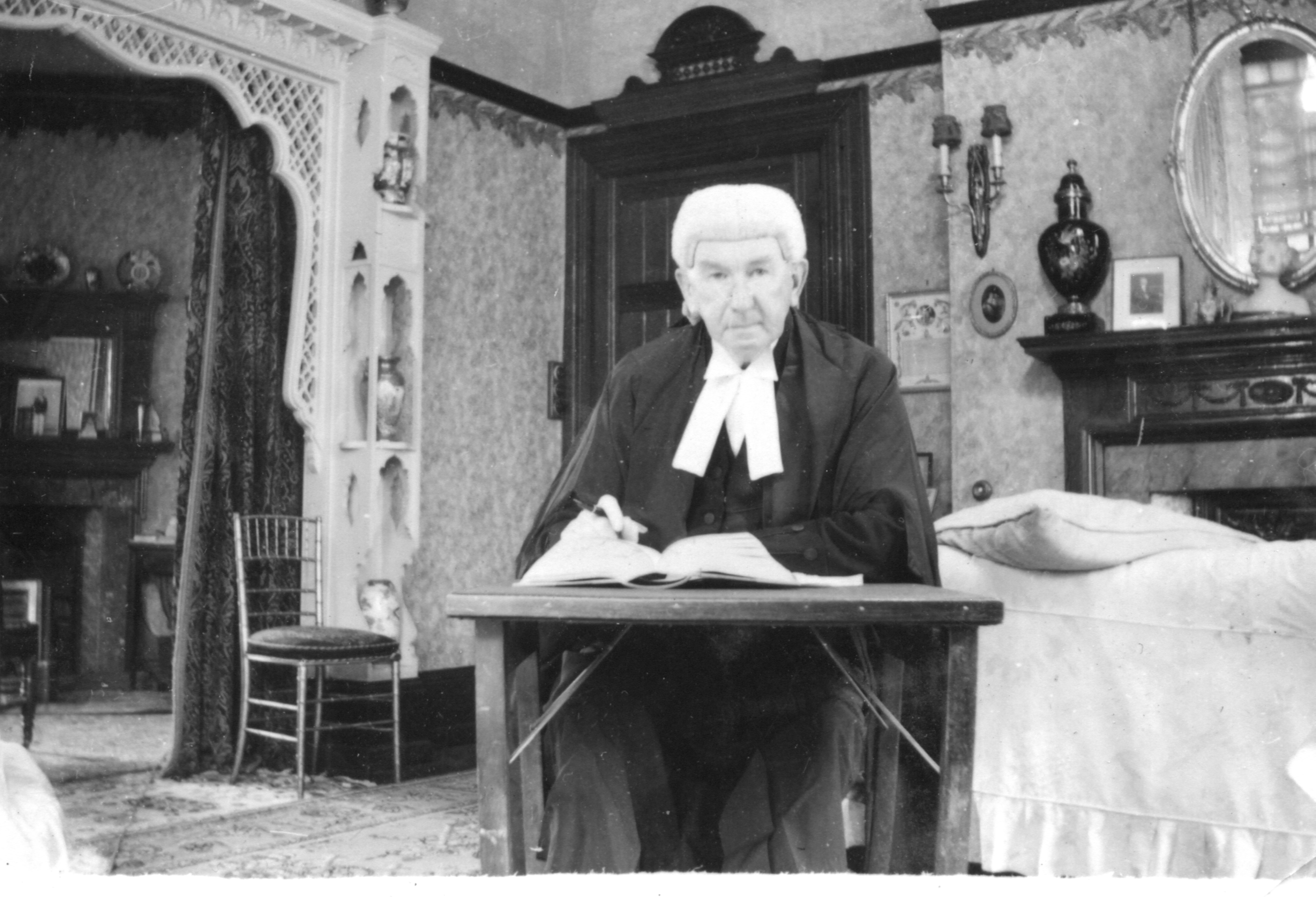
Fionán Lynch en 1948

En 1932, il est réélu dans sa circonscription de Kerry mais le gouvernement est vaincu par le Fianna Fáil d'Éamon de Valera. Il a été admis au barreau irlandais en 1930 et exerce la profession d'avocat dans le circuit irlandais des Midlands.
Il réussit à rester en bons termes avec les membres des deux camps et, en 1937, il est victime d'une très grave crise cardiaque. Pour les élections de 1938, il est inapte à faire campagne. Les partis conviennent de présenter uniquement le nombre de candidats pour lesquels il y a des sièges et il est élu sans opposition. En 1938, il est nommé Leas-Cheann Comhairle (vice-président) du Dáil Éireann mais souffre d'une grave maladie et quitte son poste en mai 1939. Il reste député jusqu'en 1944.
Après avoir développé une pratique juridique, il se retire de la politique en octobre 1944 lorsqu'il est nommé juge sur les circuits de Sligo et Donegal par son ancien adversaire Éamon de Valera. Malgré leurs divergences sur le traité, ils restent de bons amis et de Valera assiste à ses funérailles en juin 1966. Il prend sa retraite de la magistrature en 1959.

## Famille
Il épouse Bridget Slattery le 26 novembre 1919. Bridget est la fille de Tom Slattery de Rock Street, Tralee. Ils ont six garçons et une fille.
Tom est diplômé en médecine et exerce la psychiatrie et est professeur de psychiatrie au Royal College of Surgeons, St. Stephen's Green, Dublin. Kevin Lynch est diplômé en arts et est admis au barreau irlandais. Il termine sa carrière comme juge à la Cour suprême.
Il est décédé à son domicile de Dartry, Dublin, le 3 juin 1966, à l'âge de 77 ans, peu après avoir célébré le 50e anniversaire de l'Insurrection de Pâques. Ses papiers sont déposés aux archives de la bibliothèque du comté de Kerry.